# Thatiana Ignácio
Thatiana Regina Ignácio (São Vicente, 2 de julho de 1983) é uma ex-velocista brasileira.

## Biografia e carreira
Thatiana é natural de São Vicente, em São Paulo. Ela iniciou no atletismo aos sete anos. Começou a se sobressair no Brasil Futebol Clube, de Santos, superando recordes nacionais das categorias infantil e juvenil. Depois de seis anos, a atleta mudou-se para São Paulo, onde passou a integrar a equipe da BM&F. Foi a campeã Pan-Americana Juvenil em 2000, 5.ª colocada no Mundial Juvenil da Jamaica em 2002, medalha de bronze no Troféu Brasil em 2005.
Ela representou o Brasil nos Jogos Olímpicos de Verão de 2000, realizados em Sydney, na Austrália, na equipe feminina de revezamento 4x100metros. Thatiana competiu no Campeonato Mundial de 2005, em Helsinque, na Finlândia, onde terminou em quinto lugar no revezamento de 4×100 metros, ao lado de Lucimar Moura, Raquel Martins da Costa e Luciana dos Santos.

## Melhores marcas pessoais
- 100 metros rasos – 00:11,45 (2007)[2]
- 200 metros rasos – 00:23,92 (2005)[2]
- Revezamento 4x100 metros – 00:42,99 (2005)[2]
- Revezamento medley – 2:12,13 (1999)[2]